# Winfried Glatzeder
Winfried Glatzeder (ur. 26 kwietnia 1945 w Sopocie) – niemiecki aktor teatralny, filmowy i telewizyjny.

## Życiorys

### Wczesne lata
Urodził się w Sopocie jako jedyne dziecko tkaczki i przedstawicielki handlowej oraz lekarza. Jego matka była pochodzenia żydowskiego i ukrywała w czasie hitlerowskiej okupacji swoją babcię, aby uchronić ją przed deportacją. W 1942 roku poślubiła ojca Winfrieda, który zmarł w 1944 roku w niewoli sowieckiej. Wkrótce po urodzeniu Winfrieda, jego matka została wysłana do szpitala psychiatrycznego, gdzie zachorowała na gruźlicę, przez co wiele lat spędziła w sanatoriach. W 1945 r. rodzina przeniosła się do Berlina. Jego dziadek, Gustav Adolf Werner, został wkrótce po przybyciu burmistrzem dzielnicy Berlin-Lichtenberg i Friedrichshain. W wieku pięciu lat po raz pierwszy spotkał się ze swoją matką, która ostatecznie powróciła do rodziny, gdy Glatzeder miał dziesięć lat.
Glatzeder po raz pierwszy zetknął się z aktorstwem w latach szkolnych, kiedy został członkiem grupy "Arbeitsgemeinschaft Theater" w Pałacu Pionierów w Berlinie-Lichtenberg. Jego pierwszą rolą była postać krawca w przedstawieniu według baśni Braci Grimm. Uczęszczał do technikum mechanicznego VEB Kühlomat w Johannisthal. Wraz z przyszłym aktorem Wilfriedem Lollem założył kabaret. W 1965 roku studiował w Hochschule für Film und Fernsehen Babelsberg (Akademia Filmu i Telewizji) w Poczdamie.

### Kariera
Mając 22 lata trafił na mały ekran w roli Udo w komedii telewizyjnej DEFA Pan na Placu Aleksandra (Ein Lord am Alexanderplatz, 1967) u boku Erwina Geschonnecka i Armina Muellera-Stahla. Rok później zadebiutował na profesjonalnej scenie HFF Potsdam w komedii Szekspira Jak wam się podoba (1968). Wystąpił potem w westernach z udziałem Gojko Mitića: Na tropie sokoła (Spur des Falken, 1968) obok Barbary Brylskiej oraz Wódz Indian Tecumseh (Tecumseh, 1972). Zagrał główną rolę w melodramacie muzycznym Legenda o Paulu i Pauli (Die Legende von Paul und Paula, 1973). Pojawiał się w serialach telewizyjnych, m.in.: Telefon 110 (Polizeiruf 110, 1975, 1977), Hotel Polanów i jego goście (Hotel Polan und seine gaste, 1982), Derrick (1989), Tatort (Miejsce zbrodni, 1994) i Kobra – oddział specjalny (Alarm für Cobra 11, 1998).

## Życie prywatne
W 1970 poślubił Marion Glatzeder. Ma dwóch synów - aktora Roberta Glatzedera (ur. 1971) i syna z poprzedniego związku. W 2008 opublikował swoją autobiografię Paul und ich (Paul i ja). Zamieszkał z rodziną w Berlinie.

## Filmografia

### Filmy fabularne
- 1968: Na tropie Sokoła (Spur des Falken)
- 1972: Wódz Indian Tecumseh (Tecumseh) jako Patterson
- 1973: Legenda o Paulu i Pauli (Die Legende von Paul und Paula) jako Paul
- 1974: Miasta i lata (Города и годы) jako Kurt Wan
- 1980: Yvonne (TV) jako Marcel
- 1984: Bali (TV) jako Michael Stern
- 1986: Róża Luksemburg (Die Geduld der Rosa Luxemburg) jako Paul Levi
- 1999: Słoneczna Aleja (Sonnenallee) jako Paul / Sąsiad Miriam
- 2006: Karl-May-Spiele: Winnetou III (TV) jako Santer
- 2007: Ucieczka (Die Flucht, TV) jako Dietrich, kamerdyner
- 2008: Stoliczku, nakryj się (Tischlein deck dich) jako krawiec
- 2011: Człowiek z Hawru (Le Havre) jako gość baru
- 2012: Ci, którzy żyją i umierają (Die Lebenden) jako Michael Weiss

### Seriale TV
- 1975: Telefon 110 (Polizeiruf 110) jako Kurt Dierich
- 1977: Telefon 110 (Polizeiruf 110) jako Arthur Peltzer
- 1982: Hotel Polanów i jego goście (Hotel Polan und seine gaste) jako Oskar Polan
- 1986: Detektivbüro Roth jako Dr Alfred Saebisch
- 1988: Praxis Bülowbogen jako Manny Grothe
- 1989: Derrick jako Bareck
- 1990: Ron i Tanja (Ron & Tanja) jako Pacul
- 1993: SOKO 5113 jako Wegner
- 1993: Happy Holiday jako Hendrik
- 1994: Derrick jako Kubanke
- 1994: Tatort (Miejsce zbrodni) jako Ollenberg
- 1995: Derrick jako Benjamin Prasko
- 1996: Hallo, Onkel Doc! jako Pan Schäfer
- 1996: Ärzte jako Prof. Peter Haeusler
- 1996-98: Tatort (Miejsce zbrodni) jako Komisarz Ernst Roiter
- 1997: Tajemnica Sagali (Das Geheimnis des Sagala) jako Zawilski, tata Kuby i Jacka
- 1998: Kobra – oddział specjalny (Alarm für Cobra 11) jako Jürgen Henze
- 1999: Telefon 110 (Polizeiruf 110) jako Dr Schwedler
- 2005: Berlin, Berlin jako Thor - uzdrowiciel
- 2010-2012: Nasz Charly (Unser Charly) jako Jürgen Wolff
- 2013: Die Geschichte Mitteldeutschlands jako Friedrich August I